# Storbritanniens demografi

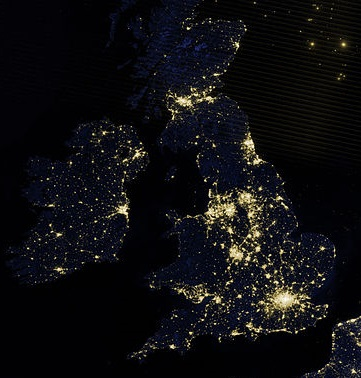
Satellitbild över de Brittiska öarna

Storbritanniens demografi övervakas av den brittiska statistikmyndigheten Office for National Statistics (ONS). Storbritanniens befolkning uppgick till 68 081 234 invånare den 15 juni 2021, vilket gör landet till det 21:e mest folkrika landet i världen. Storbritanniens befolkning prognostiseras att uppgå till 71 miljoner invånare år 2045.